# Traghetto

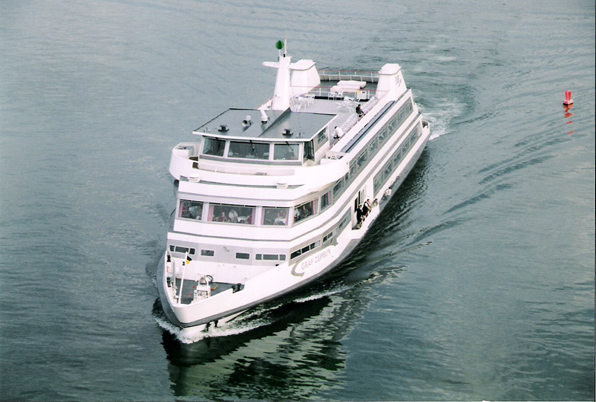
Un traghetto per passeggeri sul lago di Costanza, nella tratta Friedrichshafen-Romanshorn

Un traghetto è un mezzo di trasporto che permette l'attraversamento di un ostacolo acquatico incontrato lungo un percorso, solitamente su una distanza relativamente breve, e con un servizio attuato regolarmente.

## Descrizione
Il traghettamento può avvenire anche attraverso una nave che trasporta contemporaneamente passeggeri con le loro automobili, oppure veicoli commerciali e vagoni ferroviari; tale nave solitamente è fornita di rampe di carico e ponti mobili per agevolare l'imbarco dei veicoli e viene definita roll-on/roll-off.
I traghetti formano anche una parte importante del sistema di trasporto pubblico di molte città in riva a laghi, fiumi e mari, permettendo il transito diretto tra due punti a un costo molto inferiore rispetto a quello di un ponte o di un tunnel.
In Italia il più grande e conosciuto punto di traghettamento è lo stretto di Messina dove operano dei traghetti per mezzi gommati (società Caronte & Tourist) e traghetti ferroviari delle Ferrovie dello Stato che provvedono al traghettamento dei convogli ferroviari fra la Sicilia e il continente.
Un traghetto per pedoni o ciclisti, che fa molte fermate, come i vaporetti di Venezia, viene detto anche "Bus d'acqua".
Traghetti a percorrenza più lunga collegano molte isole costiere con la terraferma. Forse il più notevole esempio di questo tipo di percorsi è quello attraverso la Manica, che collega la Gran Bretagna con il resto d'Europa, oppure quello che a Istanbul (Turchia) collega le due sponde (europea e asiatica) del Bosforo, ma ci sono molti altri esempi.

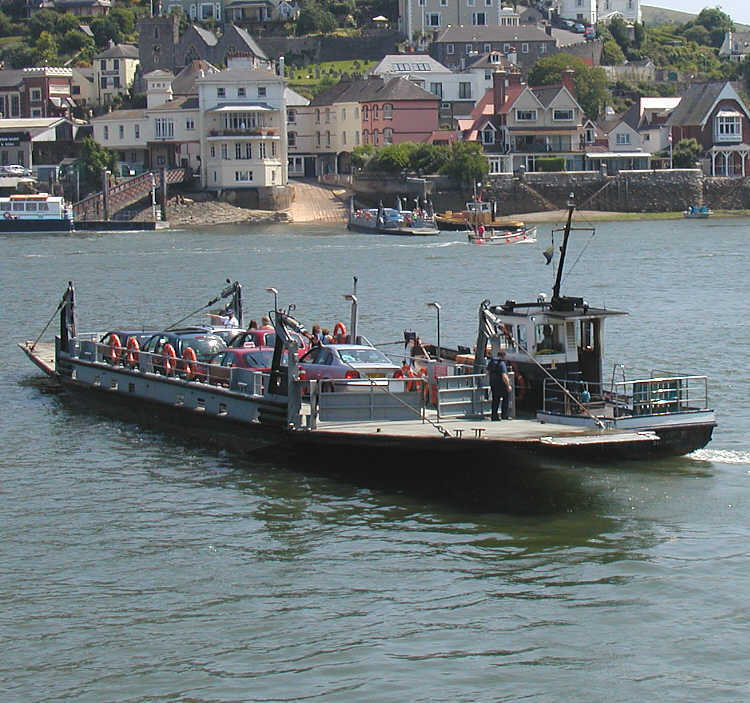
Il traghetto da Lower Kingswear a Dartmouth, nel Devon (Inghilterra). Il pontone porta otto auto e trainato attraverso il fiume Dart da un piccolo rimorchiatore. Solo due funi collegano il pontone al rimorchiatore.

In Italia, servizi regolari di traghetti collegano al continente tutte le principali isole: Sicilia, Sardegna, Isola d'Elba, Capri, Ischia, Pantelleria e anche l'Italia ad altri Stati come la Corsica (Francia), la Croazia, la Grecia.

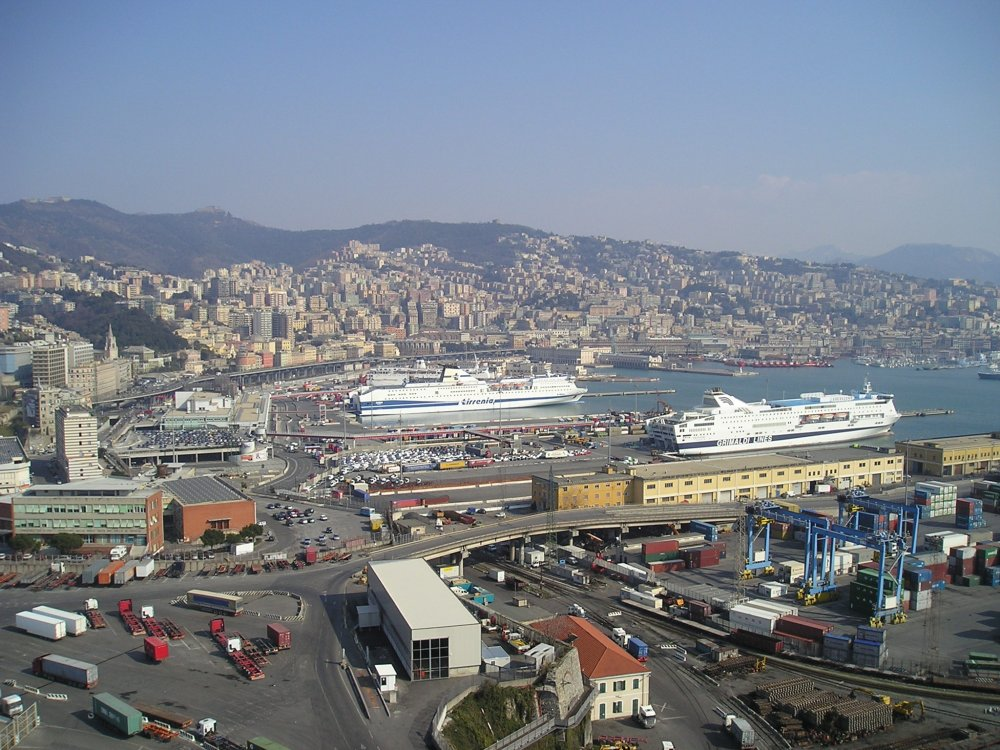
Il terminal traghetti nel porto di Genova

I traghetti prestano inoltre servizio sui principali laghi: lago di Garda, lago Maggiore e lago di Como, ad esempio. Per l'attraversamento di canali o fiumi si può ad esempio vedere quello del Canale Candiano (Porto di Ravenna) o quello sul fiume Reno in località Sant'Alberto (Comune di Ravenna).
Una grande varietà di imbarcazioni viene usata come traghetti, a seconda della lunghezza del percorso, del numero di passeggeri e/o automezzi da trasportare, della velocità che si vuole raggiungere e delle condizioni delle acque che le imbarcazioni devono affrontare. Gli aliscafi sono stati utilizzati per sfruttare il vantaggio di una maggiore velocità di crociera, sulle rotte più frequentate, sostituendo ad esempio gli hovercraft sulla Manica, e competendo con i treni Eurostar che usano l'Eurotunnel.
Distanze molto brevi possono essere coperte da un "traghetto a cavo", nel quale il traghetto è spinto e manovrato da cavi collegati a entrambe le sponde. Talvolta il "traghetto a cavo" è azionato dalla forza muscolare di una persona a bordo dello stesso. Alcuni "traghetti a cavo" sfruttano la forza perpendicolare della corrente come fonte di propulsione (Reaction ferry).

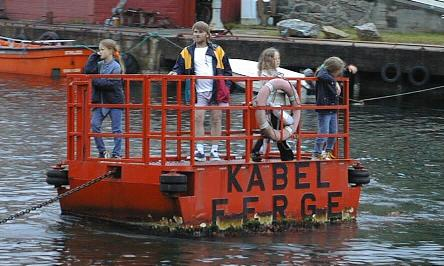
Traghetto a cavo funzionante a monete, a Espevær (Bømlo, Norvegia)

Traghetti gratuiti operano in alcune parti del mondo, come a Woolwich (Londra, Inghilterra), attraverso il Tamigi e ad Amsterdam (Paesi Bassi), attraverso il Canale del Mare del Nord.
L'11 ottobre 1811 Juliana, la nave dell'inventore John Stevens, inizio a operare come primo traghetto a vapore (prestava servizio tra New York e Hoboken).
Una delle più brevi rotte servite da un regolare traghetto è lunga 122 metri e collega, attraverso un canale navigabile, l'Aeroporto di Toronto-City Billy Bishop alla terraferma.

## Traghettiante litteram

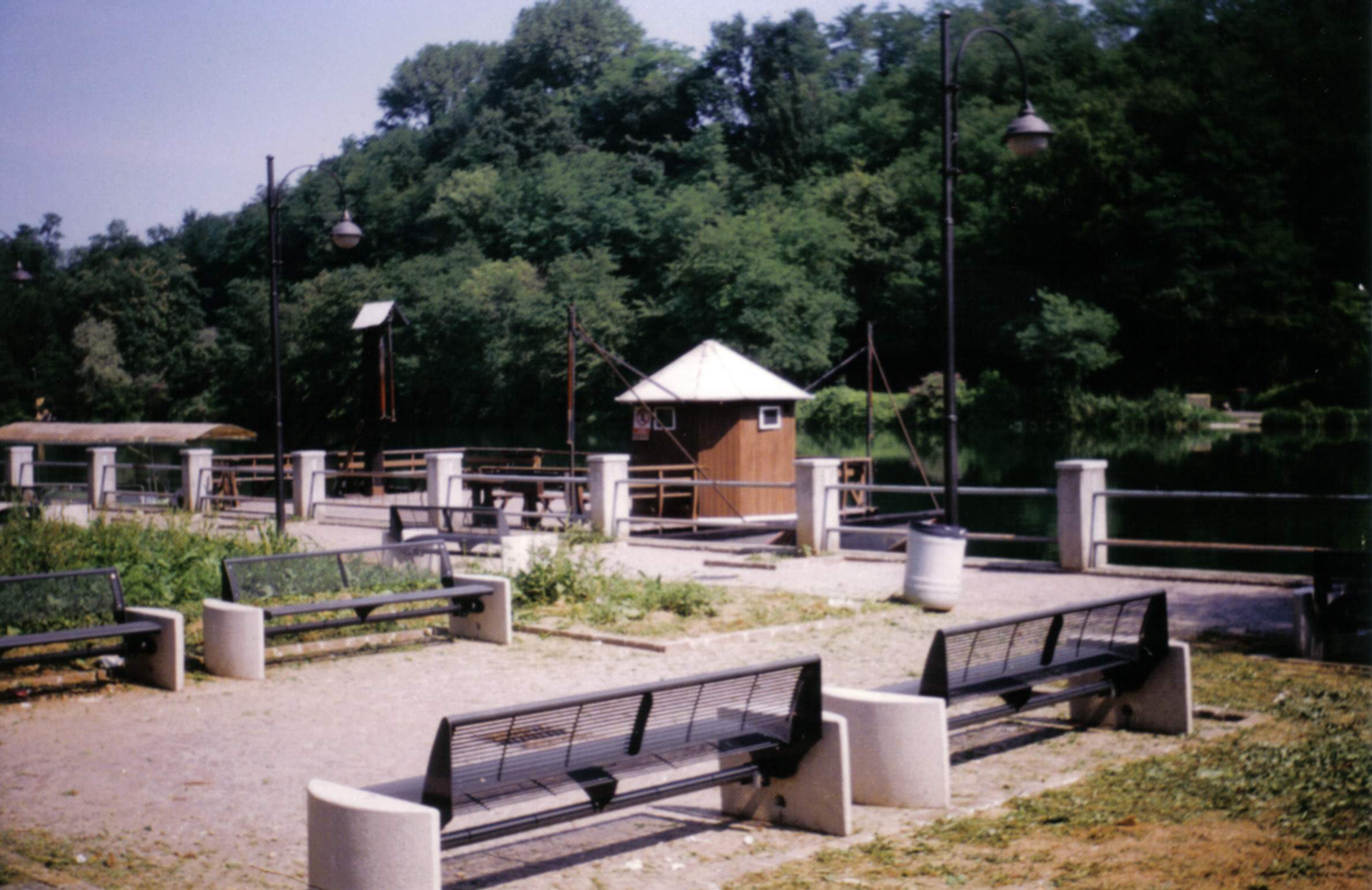
Traghetto di Leonardo, a Imbersago

Attraversare un fiume è un'antica metafora per la transizione, il passaggio. La professione del traghettatore è incarnata nella figura di Caronte, appartenente alla mitologia greca e citato anche nella Divina Commedia di Dante.
Anche uno dei più famosi inventori di tutti i tempi, Leonardo da Vinci, si impegnò nella creazione di un particolare tipo di traghetto a mano. Una riproduzione fedele di questo particolare mezzo è tuttora perfettamente funzionante sul fiume Adda in Lombardia e collega i comuni di Imbersago in provincia di Lecco e Villa d'Adda in provincia di Bergamo.

## Tipi di traghetto Ro/Ro
I traghetti Ro/Ro o roll-on/roll-off imbarcano mezzi gommati commerciali o privati in modo autonomo tramite rampe d'accesso.
| Tipo                        | Descrizione | Immagine |
| --------------------------- | --- | -------- |
| Ferry-boat                  | Per ferry-boat s'intende una piccola imbarcazione con trasporto combinato di autovetture, mezzi commerciali e passeggeri su brevi attraversamenti, come lagune, fiumi, laghi o piccoli stretti di mare. Solitamente di tipo bidirezionale con gran parte della stiva di carico aperta. La velocità è variabile dai 10 ai 20 nodi. |          |
| Roll on / Roll off          | Indicazione di tutte le categorie di traghetto per il trasporto di mezzi gommati pesanti, autovetture, ecc. con o senza servizio passeggeri. Viene però comunemente usato il termine Ro-Ro per indicare i traghetti con solo servizio merci. |          |
| Car Carrier o Truck Carrier | Tipo di Ro-Ro destinato al mercato dell'esportazione di autovetture e/o mezzi gommati commerciali su lunghe rotte, e tra i continenti. Con una forma a scatola totalmente chiusa per proteggere il carico, dispone di rampe per l'imbarco sia a poppa sia laterali. Dispone inoltre di ponti mobili per aumentare o diminuire l'altezza tra gli stessi in base alle esigenze di carico. |          |
| Multipurpose Ro/Ro          | È un'imbarcazione multifunzionale a metà tra un Car Carrier e una portacontainer, concepita per lunghe rotte, trasporta sia autovetture e/o mezzi gommati commerciali sia container. |          |
| Ro-Pax                      | Diminutivo di Roll-on/roll-off passengers. Indicazione generica che indica tutte le navi traghetto (di notevoli dimensioni) che fanno trasporto combinato di passeggeri, auto e mezzi pesanti. Questo termine viene però utilizzato per navi configurate per un maggiore spazio dedicato al trasporto merci rispetto a quello passeggeri. La configurazione stessa dei ponti di carico è orientata per un trasporto combinato di mezzi pesanti e per le automobili al seguito dei passeggeri. Queste ultime necessitano di un'altezza dei ponti inferiore; per permettere ciò, alcuni ponti possono essere di tipo piattaforma mobile, che possono raddoppiare la capacità di un ponte in base all'esigenza di carico; questo rende multifunzionali e duttili le navi, come ad esempio avere una capacità di trasporto che può essere più orientata al trasporto di autotreni o di autovetture, in base alle esigenze di traffico della linea servita e/o della stagione. |          |
| Traghetto ferroviario       | Traghetto per il trasporto di carri ferroviari e gommato pesante, spesso anche con trasporto passeggeri e con auto al seguito. In Italia tale servizio è effettuato da Rete Ferroviaria Italiana. |          |
| Cruise-Ferry                | Tradotto vuol dire traghetto da crociera, è un traghetto per trasporto di passeggeri, auto e mezzi pesanti, con allestimenti e servizi simili alle navi da crociera. Solitamente di notevoli dimensioni. |          |
| Fast Cruise-Ferry           | Traghetto da crociera veloce, è l'ultima generazione di navi traghetto, unisce grandi capacità di trasporto passeggeri e merci a notevoli velocità, tra i 26 e i 32 nodi. |          |
| Traghetto superveloce       | Il traghetto superveloce (o Superfast ferry) appartiene alla categoria HSC (High Speed Craft) trasporta passeggeri, auto e mezzi pesanti solitamente su rotte a breve-medio raggio e viaggia a velocità comprese tra i 35 e i 45 nodi. Il traghetto superveloce può essere monocarena, catamarano o trimarano, con propulsione a idrogetti. |          |